# 李翰 (新羅)
李翰（韓語：이한，? —754年），全州李氏始祖，在统一新罗担任司空。
有諱翰李翰是完山州（今大韩民国全州市）人，仕于新羅，官至司空。娶太宗武烈王十世孫軍尹金殷義之女，生子李自延，官至侍中。建立朝鮮王朝的李成桂称自己是李翰的二十一世孙。也有关于李成桂出身女真族的异説。1771年（朝鲜英祖四十七年），朝鲜王朝建立肇慶廟、慶基殿，供奉始祖考新羅司空神位、始祖妣慶州金氏神位。高宗时期建立了肇慶壇，根据碑文，李翰卒于唐天寶十三載（754年）。

## 世系
- 子：李自延，官至侍中
- 孙：李天祥，官至僕射
- 曾孙：李光禧，官至阿干
- 玄孙：李立全，官至司徒、三重大匡
- 5世孙：李兢休
- 6世孙：李廉順
- 7世孙：李承朔
- 8世孙：李充慶
- 9世孙：李景英
- 10世孙：李忠敏
- 11世孙：李諱華
- 12世孙：李珍有
- 13世孙：李宮進
- 14世孙：李端信，官至侍中；李勇夫，官至大將軍
- 15世孙：大护军李允卿、门下评理李归乙（以上皆为李端信之子）；李俊义；李义方；李隣，官至內侍執奏，娶侍中文克謙之女；李琚，官至平章事（以上皆为李勇夫之子）
- 16世孙：李陽茂，李隣子，官至將軍，娶上將軍李康濟之女
- 17世孙：李安社，朝鲜穆祖；李英袭，主簿
- 18世孙：李行里，朝鲜翼祖，李安社子
- 19世孙：李椿，朝鲜度祖
- 20世孙：李子春，朝鲜桓祖
- 21世孙：李成桂，朝鲜太祖